# Luis de Granada
Fray Luis de Granada, född 1504, död 31 december 1588, var en spansk dominikanmunk.
Luis de Granada kom att utmärka sig som predikant genom sin vältalighet. Efter anställningar i Granada kom han till Lissabon, där han blev drottningens biktfader. Bland Luis de Granadas skrifter märks främst Guía de pecadores (Ledning för syndare), översatt till en mängd europeiska språk. Den kom att bli mycket populär och bidrog till att utbilda den ciceronianska stilen i Spanien. Ett urval av Luis de Granadas skrifter utgavs av F. J. Cuervo i 14 band 1906-08.